# Burtakovka
Burtakovka (en ruso: Буртаковка) es una localidad rural (un pueblo) en Alegazovsky Selsoviet, distrito de Mechetlinsky, Baskortostán, Rusia. La población era 248 a partir de 2010. Hay 5 calles.

## Geografía
Burtakovka se encuentra a 17 km al suroeste de Bolsheustyikinskoye (el centro administrativo del distrito) por carretera. Alegazovo es la localidad rural más cercana.